# Adolf von Ende

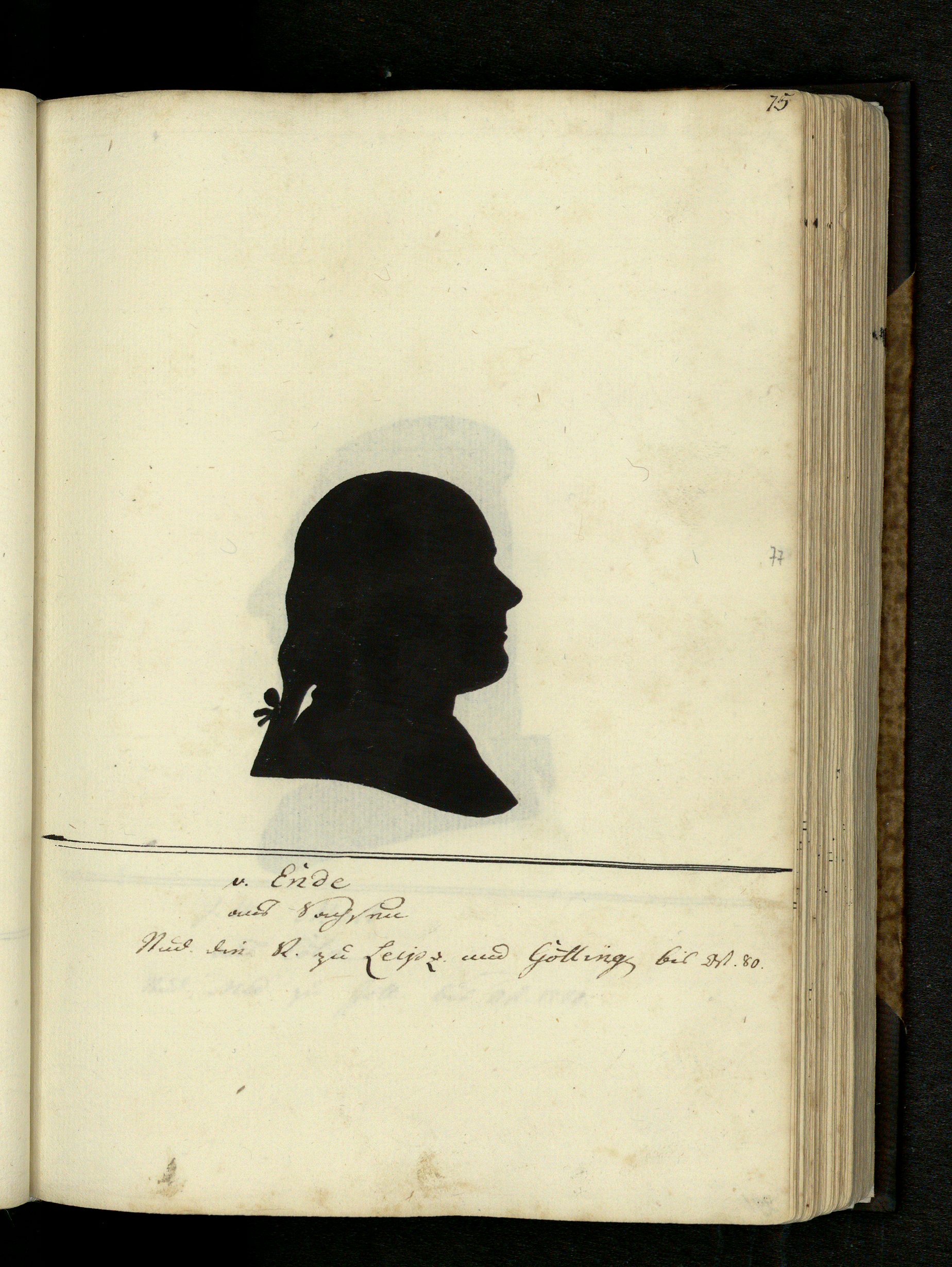
Schattenriss des stud. jur. Adolf von Ende in Göttingen (1778)

Ferdinand Adolf  Freiherr von Ende (* 9. März 1760 in Lucklum; † 10. Juli 1816 in Köln) war ein deutscher Jurist und württembergischer Justizminister.

## Herkunft
Seine Eltern waren Gotthelf Dietrich von Ende (* 4. Juni 1726; † 13. Oktober 1798) und dessen Ehefrau die Gräfin Johanna Adelheid von der Schulenburg-Wolfsburg (* 27. November 1735; † 12. Mai 1805). Sein Vater war königlich britischer und kurhannoverischer Staatsminister, wirklicher Geheimer Rat sowie Erbherr auf Monzig bei Meißen; seine Mutter die Tochter des preußischen Generals Adolph Friedrich von der Schulenburg. Sein Bruder war der preußische General und Kommandant von Köln Friedrich Albrecht Gotthilf von Ende.

## Werdegang
Ferdinand Adolf von Ende wurde durch seine Hauslehrer auf ein Studium an der Universität vorbereitet. Er  studierte in Leipzig unter Anleitung  des Hofmeisters Höpfer und wechselte später nach Göttingen, wo er Mitglied der Landsmannschaft der Kurländer wurde. Sein Schattenriss aus der Göttinger Studienzeit ist in der Silhouetten-Sammlung Schubert erhalten. 1780 wurde er in Celle Kanzleiauditor, 1783 außerordentlicher Justizrat in Stade,  dann ordentlicher Justizrat und nach einigen Jahren Oberappellationsrat in Celle. Dort blieb er bis zum Jahre 1803. Danach trat er in die Dienste des Kurfürsten von Württemberg und wurde von 1806 bis 1809 in Stuttgart im württembergischen Staatsministerium Leiter des Justizressorts. Ab 1810 war Ende badischer geheimer Legationsrat in Karlsruhe und lebte ab dieser Zeit in Mannheim. Er verstarb unverheiratet in Köln.

## Interessen
Neben seinem beruflichen Interesse an den Rechtswissenschaften betrieb Ende auch historische Studien.  So machte er zum Beispiel auf einige unklare Stellen in den Werken des  Strabon und  des Cicero  aufmerksam. Daneben hatte er ein starkes Interesse an der  Astronomie. Alle himmlischen Erscheinungen wie etwa  Finsternisse, Sternbedeckungen und Kometen (besonders den Komet von 1811) versuchte er selbst zu beobachten. Auf seinen Reisen nahm er häufig  transportable Instrumente (besonders Sextant und Uhr) zu geographischen Ortsbestimmungen mit,  so zum Beispiel  1799 auf einer Reise nach Leipzig und Dresden. In Celle hatte er sich auf seinem Haus eine Sternwarte eingerichtet, deren Instrumente er später mit nach Mannheim nahm.  Er verkaufte schließlich seinen Reflektor der Mannheimer Sternwarte und zeigte für deren finanzielle Ausstattung  großes Interesse.
Zusammen mit Johann Hieronymus Schroeter, Franz Xaver von Zach, Johann Gildemeister, Wilhelm Olbers und Karl Ludwig Harding gründete er 1800 die Vereinigte Astronomische Gesellschaft.

## Veröffentlichungen
So breit gestreut wie seine verschiedenen Interessen nimmt sich auch die Liste seiner Veröffentlichungen aus:
Ferdinand Adolf von Ende  veröffentlichte anonym mehrere historische und juristische Aufsätze in den braunschweigisch-lüneburgischen Annalen  und publizierte mit Andreas Ludolf Jacobi  (1746–1825) Sammlungen für Geschichte und Staatskunde aus den braunschweigisch-lüneburgischen Kurlanden.
Weitere juristische  Veröffentlichungen aus seiner Feder waren:
- Vermischte juristische Abhandlungen, Celle 1802;
- Vermischte juristische Aufsätze,  1816.

Auf dem Gebiet der Astronomie veröffentlichte Ende außer kleinen Aufsätzen in der Zeitschrift   Monatliche Correspondenz zur Beförderung der Erd- und Himmels-Kunde , herausgegeben von Franz Xaver von Zach, und in den  Astronomischen Jahrbücher, herausgegeben von Johann Elert Bode, folgendes:
- Geographische Ortsbestimmungen im Niedersächsischen Kreise nebst einigen astronomischen Beobachtungen und Bemerkungen,  1802
- Ueber Massen und Steine, die aus dem Monde auf die Erde gefallen sind,  1804. (Digitalisat)   N.B.: Diese Publikation trug der damals aufgestellten Hypothese Rechnung, dass die Meteorsteine vom  Mond kämen

In seinen astronomischen Schriften sprach sich Ende gegen die mögliche Sichtbarkeit der Jupitermonde  mit bloßem Auge aus. In der Frage des  vermeintlichen Venusmondes wollte er jedoch nicht definitiv  anerkennen, dass solche Erscheinungen stets auf eine optische Täuschung zurückzuführen sind.